# Панасовка (Козельщинский район)
Панасовка (укр. Панасівка) — село в Пригаровском сельском совете Козельщинского района Полтавской области Украины.
Код КОАТУУ — 5322084605. Население по переписи 2001 года составляло 254 человека.

## Географическое положение
Село Панасовка находится на расстоянии в 1 км от села Пригаровка.
По селу протекает пересыхающий ручей с запрудой. Рядом проходит автомобильная дорога М-22 (E 577).

## История
село образовано после 1945 года из Панасенковых и Тристановских хуторов

## Экономика
- Птице-товарная ферма.